# Buheleiten-Vorstadt

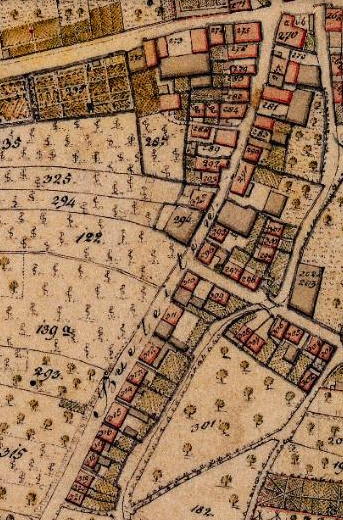
Die Buheleiten-Vorstadt im Urkataster von 1825

Die Buheleiten-Vorstadt (auch Äußere Buheleite) ist ein historischer Siedlungskern der unterfränkischen Stadt Marktbreit im Landkreis Kitzingen. Sie entstand im 18. Jahrhundert zusammen mit der Steigvorstadt.

## Geografische Lage
Die Buheleiten-Vorstadt liegt im Westen der Marktbreiter Altstadt, die alten Straßenverläufe sind noch heute erkennbar. Sie bestand aus einer langen Straße, die die Ortsverbindung nach Gnodstadt bildete und mehreren Seitenstraßen, die zumeist als Sackgassen ausgebildet waren. Die Vorstadt zog sich parallel zur Altstadt in südwestliche Richtung. Heute sind weite Teile der ehemaligen Vorstadt von Bahnanlagen überbaut. Lediglich die näher an der Altstadt gelegenen Elemente haben sich noch erhalten.
Historisch war die Vorstadt am sogenannten Niedernberg oder Galgenberg zu finden, der lange Zeit mit Buchen bewachsen war. Von ihrer Lage leitet sich auch der Name Buheleiten ab. „Bueleiten“ lautete auch der erste Name der zentralen Straßen in der Vorstadt. Die Vorstadt wurde von den damaligen Hausnummern 270, 275, 277–284, 289, 291–292, 294–298, 305–306 und 309–325 gebildet. Heute nehmen folgende Straßen die Baulichkeiten der Vorstadt ein:
| - Buheleite bis Nr. 25/zur Bahnstrecke |  | - Kaltenhofgasse |  | - Ochsenfurter Straße bis Nr. 17/19 |  |

## Geschichte
Der Marktort Marktbreit erfuhr im 18. Jahrhundert besondere Förderung von seinen Ortsherren, den Fürsten von Schwarzenberg. Man wollte die aufstrebende Siedlung am Main zu einem Umschlagplatz für Waren machen und siedelte deshalb auch vermehrt ausländische Bewohner an. Der Auslöser für die Errichtung zweier Vorstädte an der mainabgewandten Stadtseite war ein Hochwasser, das im Februar 1784 unter anderem den Kranen vollständig zerstörte und auch die Häuser der Marktbreiter teilweise unterspülte.

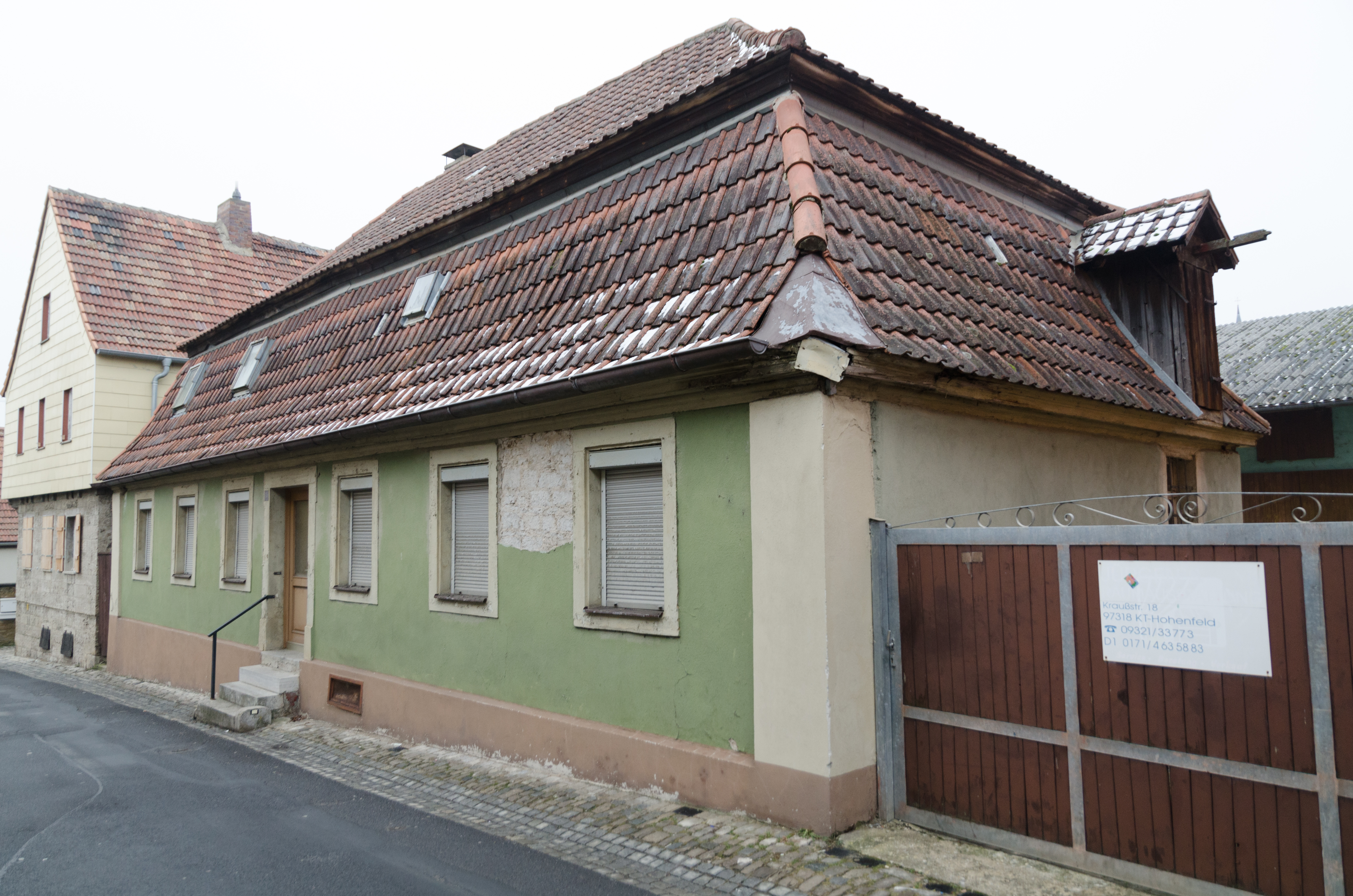
Das erneuerte Haus Buheleite 15

Am 18. März 1784 erließ die schwarzenbergische Regierung eine Verordnung, wie die Vorstädte angelegt werden sollten. Hauptziel war explizit die Vermeidung weiterer Hochwasserschäden. Zunächst verfing der Aufruf der Regierung nicht. Erst im Dezember brachte man eine weitere Veröffentlichung heraus, die mit Förderungen für Neusiedler warb. Die Errichter künftiger Steinhäuser sollten abgabenfrei bleiben dürfen und Armen wurde eine Arbeit in der örtlichen Spinnerei versprochen.
Während sich in der Steigvorstadt überwiegend bürgerliche Schichten ansiedelten, wurde die Buheleiten-Vorstadt vor allem für die ärmeren Teile der Bevölkerung erbaut. Zwei Gründe gaben den Ausschlag für diese Entwicklung: Zum einen wuchs die Buheleitensiedlung auf härteren Muschelkalkböden, was die Errichtung repräsentativer Bauten erschwerte, zum anderen lag die Vorstadt nicht an einer Überlandstraße. Ähnlich wie bei der Steigvorstadt übernahm auch hier ein gewisser Ingenieur Scholl die Bauleitung.
Die Buheleiten-Vorstadt bestand aus zumeist eingeschossigen Baulichkeiten mit einem schlichten Mansarddach und Gauben. Ähnlich wie in der Steigsiedlung wurden die Baulichkeiten auch hier traufständig errichtet. Allerdings haben sich nur noch wenige, originale Fassaden der damaligen Häuser erhalten. Sie fielen Modernisierungen und Aufstockungen im 19. und 20. Jahrhundert zum Opfer. Bereits 1863 riss man die Häuser 312 bis 315 beim Bau der Bahnstrecke Würzburg-Treuchtlingen ab. Die untertägigen Überreste der Vorstadt werden als Bodendenkmal eingeordnet.